# En kvinnas martyrium
En kvinnas martyrium är en fransk stumfilm från 1928, regisserad av Carl Theodor Dreyer, som handlar om den historiska personen Jeanne d’Arc. Dess franska originaltitel är La Passion de Jeanne d’Arc, som betyder "Jeanne d’Arc lidelse".

## Rollista
| Maria Falconetti    | – – Jeanne d’Arc                            |
| Eugène Silvain      | – – biskop Pierre Cauchon                   |
| André Berley        | – – Jean d’Estivet                          |
| Maurice Schutz      | – – Nicolas Loyseleur                       |
| Antonin Artaud      | – – Jean Massieu                            |
| Michel Simon        | – – Jean Lemaître                           |
| Jean d’Yd           | – – Guillaume Evrard                        |
| Louis Ravet         | – – Jean Beaupère                           |
| Armand Lurville     | – – domare                                  |
| Jacques Arnna       | – – domare                                  |
| Alexandre Mihalesco | – – domare                                  |
| Léon Larive         | – – domare                                  |
| Gilbert Dalleu      | – – Jean Lemaître                           |
| Paul Delauzac       | – – Martin Ladvenu                          |
| Camille Bardou      | – – Richard Beauchamp, 13:e earl av Warwick |